# Громадянська війна у Великому князівстві Литовському (1432—1438)
Громадянська війна у Великому князівстві Литовському (1432—1438) — династичний конфлікт між двома претендентами на віленський престол, Свидригайлом Ольгердовичем та Сигізмундом Кейстутовичем.

## Інші версії назви збройного конфлікту
Олена Русина пропонує називати цей конфлікт «Свидригайлові війни».
На думку Наталії Яковенко це була династична війна, де «боротьба за престол велася між литовським центром з руською (білоруською та українською) знаттю, прапором якої виступав Свидригайло».

## Передумови війни
Відповідно до Кревської унії (1385 р.) Велике князівство Литовське об'єднувалось з Польським королівством. Дві держави залишались самоврядними, при цьому, Великий Литовський князь Ягайло, одружившись з польською королевою Ядвігою, став польським королем та прийняв католицьку віру.
Хоча ця унія й об'єднувала сили двох держав у боротьбі з агресією Тевтонського ордену та наростаючою міццю Московського князівства, вона разом з тим відкривала шлях для польської та католицької експансії на схід.
Тому, унія була неоднозначно сприйнята в Литовсько-Руській державі. Невдоволені згуртувалися навколо двоюрідного брата Ягайла — Вітовта, який домігся поступок з боку Польщі. Так, згідно з угодою 1392 р. Вітовта було визнано довічним правителем Литовського князівства, а згодом він прийняв титул Великого князя Литовського.
У 1398 р. унію для Литви було скасовано. А держава стала називатися — Велике князівство Литовське, Руське та Жемайтійське. Подальшим планам зміцнення сили цієї держави перешкодила поразка литовсько-руських військ Вітовта від монголо-татар у битві на Ворсклі (1399 р.). Після загибелі багатьох руських князів, Вітовт змушений був шукати порозуміння з Ягайлом.
У 1401 р. у Вільно було укладено нову міждержавну унію, згідно з якою Велике князівство Литовське визнавало васальну залежність від Польщі. Всі землі після смерті Вітовта мали перейти безпосередньо до польського короля.
1413 року було укладено Городельську унію, яка підтвердила привілейоване становище католиків у Литві.

## Початок війни
Після смерті Вітовта (жовтень 1430 р.), Велике князівство Литовське, Руське й Жемайтійське опинилось на межі розвалу.
Всупереч Городецькій унії, яка зобов'язувала обирати нового Великого князя лише за згодою Ягайла, магнати та шляхта 1430 року обрали Великим князем Свидригайла Ольгердовича, молодшого брата польського короля Ягайла.
Свидригайло відразу ж оголосив ВКЛ незалежним від Польщі та розірвав унію. Він повів боротьбу проти посилення Польщі. У відповідь, польське військо пішло війною на півавтономне (у складі ВКЛ) Подільське князівство.
У 1431 р. війська Ягайла завдали поразки Свидригайлу, здобули Кам'янець, Володимир, Хотин. Також поляки обложили Луцьк, проте так і не взяли міста. Тим часом, на Польщу напали лицарі Тевтонського ордену. Поляки вирішили укласти з ВКЛ дворічне перемир'я та визнати Свидригайла. Подільське князівство було поділене на дві частини, і західне Поділля відійшло до Польщі.
Не змирившись з територіальними втратами, 1432 року Свидригайло почав війну з Польщею за володіння Поділлям. Одночасно, невдоволені Великим княземфеодали-католики, підняли в Литві за підтримки Польщі повстання проти Свидригайла й проголосили Великим князем Литовським Стародубського князя Сигізмунда I Кейстутовича (брата Вітовта). Сигізмунд, за допомогою польського загону зайняв Вільно (Свидригайло у той час знаходився у Полоцьку). В столиці Великого князівства Сигізмунд заявив, що Свидригайло помер та захопив владу.
Вірні Свидригайлу васали натомість з'їхавлися на з'їзд до Полоцька і, за твердженням літопису, проголосили його «великим князем Руським» (тому землі, підконтрольні Свидригайлу, часто об'єднують назвою Велике князівство Руське, хоча сам володар продовжував називати себе «великим князем литовським і руським»). Розпочалася громадянська війна.

## Перебіг війни
У 1432—1435 роках Велике князівствл Литовське фактично було поділено навпіл. Влада Сигізмунда спочатку поширювалась лише на литовські землі, Берестейщину та Підляшшя. Всі інші землі ВКЛ визнали своїм володарем Свидригайла.
На допомогу Свидригайлу прибули навіть гусити на чолі з українським князем й намісником Чеського короля Сигізмундом Корибутовичем.
Намагаючись розширити свою підтримку, Ягайло та Сигізмунд зрівняли в деяких правах православних шляхтичів з католиками, видавши Привілей 1432 року. 6 травня 1434 р. Сигізмунд видав Тракайський привілей. Цим актом православна та католицька аристократія майже повністю зрівнювались у правах. Православним й далі заборонялось займати вищі державні посади, але «руським князям та боярам» надавались широкі права щодо власності, спадщини, звільнялися від державних податей, православній шляхті дозволялось мати герби шляхетства нарівні з католицькою.
Свидригайло, натомість проводив непослідовну, імпульсивну та часто авантюрну політику, що поступово відштовхувало від нього колишніх прихильників.26 липня 1435 року за його наказом було спалено живцем на вогнищі у Вітебську православного Митрополита Київського і всієї Русі Герасима. За твердженням М. Грушевського, митрополит мав бути «провідником конспірації» проти Свидригайла, завдяки якому спочатку отримав посаду, за твердженням Стефана М. Кучинського — через знайдений у митрополита «список проти Свидригайла»

## Закінчення війни
Вирішальна битва відбулась біля Вількомира 1 вересня 1435 р. В ній Сигізмунд здобув переконливу перемогу, війська Свидригайла були вщент розбиті, поляки захопили у полон та стратили багато руських князів й магнатів. Цю битву за масштабністю історичного значення сучасники порівнювали з Грюнвальдською. Хоча Свидригайлу вдалось врятуватися й він деякий час продовжував боротьбу. Він зберігав владу на українських землях Великого Князівства Литовського з титулом Великого князя Руського, але після 1438 року володів тільки Волинню, Східним Поділлям та Київським князівством. У 1439 р. Свидригайло був змушений виїхати за кордон. Після смерті Сигізмунда, Свидригайлу було надано у законне володіння відновлене Волинське князівство, яке після його смерті 1452 р. — ліквідували.
Спільно з поляками, до 1438 р. Сигізмунд підкорив собі майже всі землі Великого князівства Руського.
Проте руська шляхта продовжила боротьбу за власну державність. 1440 року повстанці на чолі з князями Іваном та Олександром Чарторийським, представниками руської аристократії, та воєводою Довгердом вбили у Тракайському замку Сигізмунда, намагаючись проголосити великим князем Свидригайла. Проте литовські феодали не могли допустити посилення руської партії.
Внаслідок старості Свидригайло Ольгердович мав відмовитися від боротьби за литовський великокняжий престол. Свидригайло залишився на князювання в Луцьку, володіючи Волинською і Подільською землями. У 1442 Свидригайло Ольгердович, князь волинський, щоб зберегти за собою землі, визнав васальну залежність від польського короля Владислава III (1434—1444). Свидригайло уклав з польським урядом договір, в якому погоджувався після своєї смерті на перехід волинських та подільських земель до складу польської корони. Взаємини польські власті затвердили за князем Свідрігайлом всі його володіння на Волині та на Поділлі.
У 1445 році князь волинський Свидригайло Ольгердович приїхав у Вільно, де приніс васальну присягу на вірність великому князю литовському Казимиру Ягеллону. Свидригайло відмовився від своїх претензій на литовський великокняжий престол, а натомість отримав від Казимира в питомий володіння Волинську землю, а також литовські міста Турів і Гомель. Перед своєю смертю Свидригайло Ольгердович зобов'язався передати Луцьк разом з усіма належними йому волинськими містами і замками під контроль великого князя литовського. За розпорядженням Казимира на Волинь незабаром прибули литовські війська під командуванням князя Юрія Пінського, Миколи Радзивілла і Юрші. Литовські воєводи з полками зайняли всі волинські міста і замки на ім'я великого князя литовського Казимира Ягеллона (1440—1492).
10 лютого 1452 старий волинський князь Свидригайло Ольгердович помер у Луцьку, встигнувши заповідати свої українські міста і фортеці Великому князівству Литовському. Після смерті Свидригайла між поляками і литовцями ще сильніше посилилася боротьба за володіння спірними волинськими і подільськими землями.
Великим князем був проголошений молодший син Ягайла — 13-річний Казимир. На церемонії коронації в 1447 р. Казимир видав «Віленський привілей», який розширював права і свободи шляхти, в тому числі і православної. Одночасно, реформи Казимира, спрямовані на централізацію влади, значно погіршили відносини між литовською та українською й білоруською знаттю.
1440 року було відновлено князівську владу в Києві. Проте вже 1470 року Київське князівство було назавжди скасовано. Останнім князем Київським став Семен Олелькович. Так само Волинь стала звичайною провінцією під управлінням урядника Великого князя Литовського. Те саме відбувалось й з іншими українськими князівствами. На арену виходила нова сила — українське козацтво.

## Виноски
1. ↑  Русина О. Україна під Литвою і татарами. — К., 1998. — С. 107-118
2. ↑  Яковенко Н. Нарис історії середньовічної та ранньомодерної України. — К., 2006. — С. 144
3. ↑  Олексій Мустафін. Невгамовний князь Свидригайло. «Несподіваний» володар київський. Київ24. 2024-01-22.
4. 1 2  Kuczyński Stefan M. Maciej (Mathias) (ok. 1370—1453) // Polski Słownik Biograficzny. — Wrocław — Warszawa — Kraków — Gdańsk — Łódź : Zakład Narodowy Imienia Ossolińskich, Wydawnictwo Polskiej Akademii Nauk, 1974. — T. XIX/1, zeszyt 80. — S. 11. (пол.)
5. ↑  Грушевський М. Історія України-Руси. — Т. IV. — С. 217.